# استرلینگ بی. هندریکس
استرلینگ بی. هندریکس (انگلیسی: Sterling B. Hendricks; ۱ ژانویهٔ ۱۹۰۲ – ۱ ژانویهٔ ۱۹۸۱) شیمی‌دان اهل ایالات متحده آمریکا بود.
وی همچنین برندهٔ جوایزی همچون نشان ملی علوم شده‌است.